# Nowe Zagrody
Nowe Zagrody (deutsch Neugarten) ist einer der elf Stadtteile der Stadt Racibórz (Ratibor) in der Woiwodschaft Schlesien in Südpolen. Die Landgemeinde Neugarten ist am 1. Januar 1860 in die Stadt Ratibor eingemeindet worden.

## Geographische Lage
Bereits 1313 wird ein Gehöft mit der Bezeichnung Nowe Zagrody bei Ratibor erwähnt.
Es ist schwer die genauen Grenzen von Neugarten zu bestimmen. Viele Stadtteile des damaligen Ratibor waren ehemals Dörfer, die in die Stadt als Stadtteile integriert wurden. Bekannt ist nur, dass eine der Grenzen des Stadtteils Nowe Zagrody entlang der heutigen Ulica Staszica führte. Die Ermittlung der anderen Grenzen ist eher problematisch. Die Straße Ulica Wojska Polskiego gilt als verlängerte Grenze von Neugarten zum Stadtzentrum von Racibórz. Es bleibt jedoch die Frage offen, ob diese vermutete Grenze zwischen dem ehemaligen Dorf und der Stadt letztendlich übereinstimmen. Die Straße Ulica Mysłowicka trennt den Stadtteil Nowe Zagrody vom Stadtteil Ocice. Diese Grenze zwischen den beiden genannten Stadtteilen kann jedoch eindeutig ermittelt werden.

2 = Nowe Zagrody in Racibórz
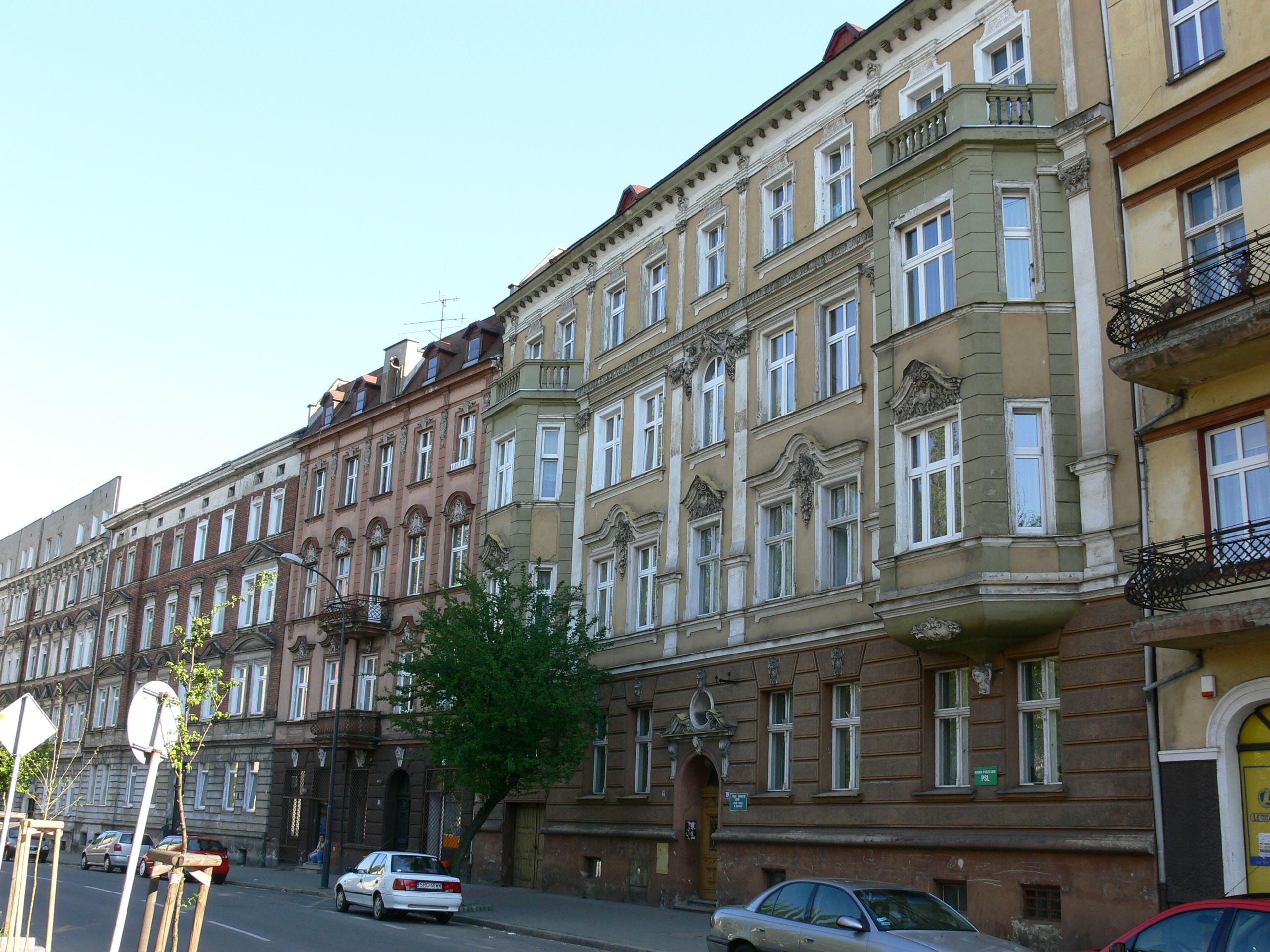
Grenze des Stadtteils Nowe Zagrody mit dem Stadtzentrum der Stadt Racibórz – Ulica Stanisława Staszica
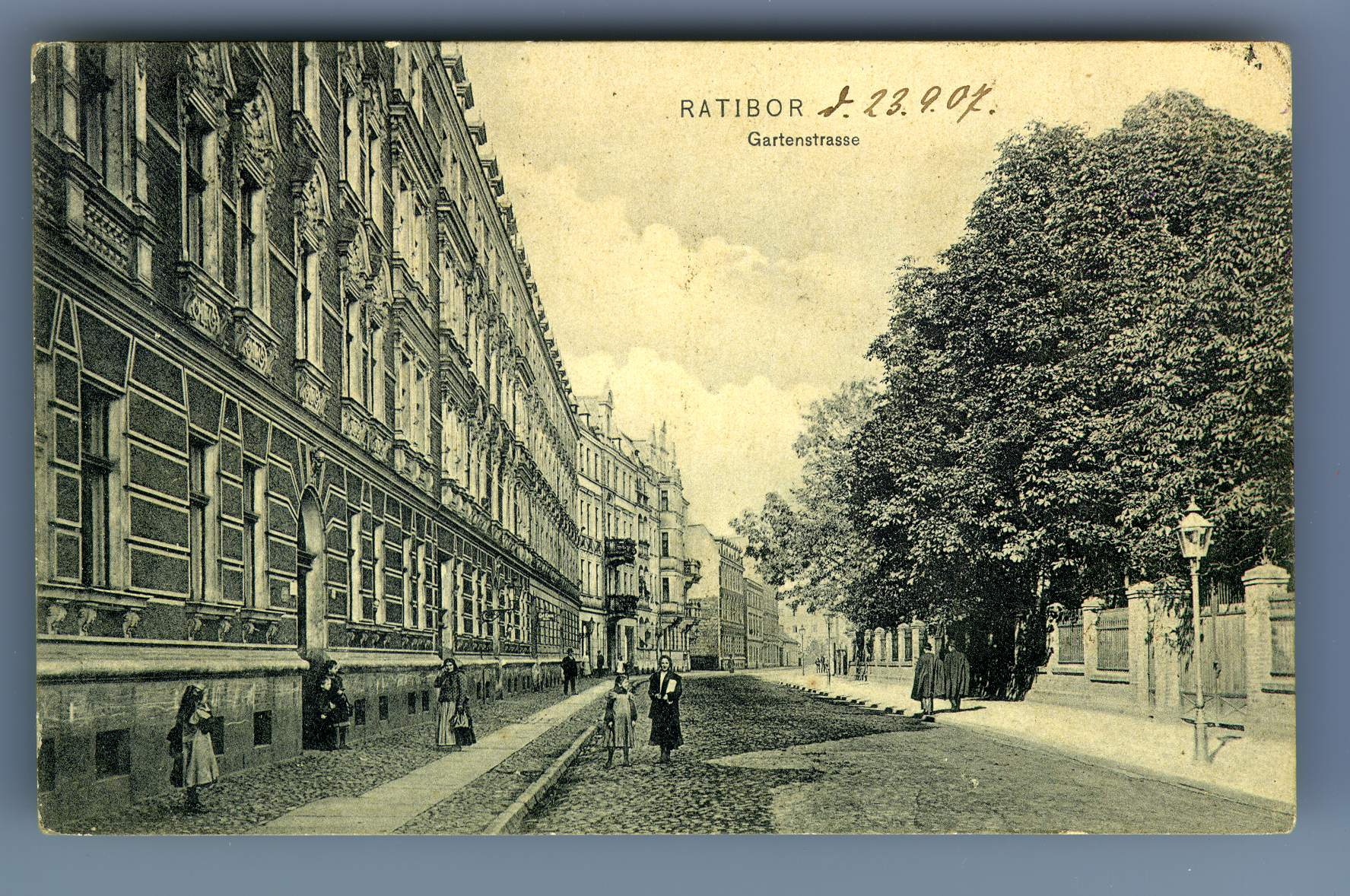
Die Postkarte, aus dem Jahr 1907, zeigt die Gartenstraße (polnisch Ulica Ogrodowa)